# Washington Monument (Philadelphia)

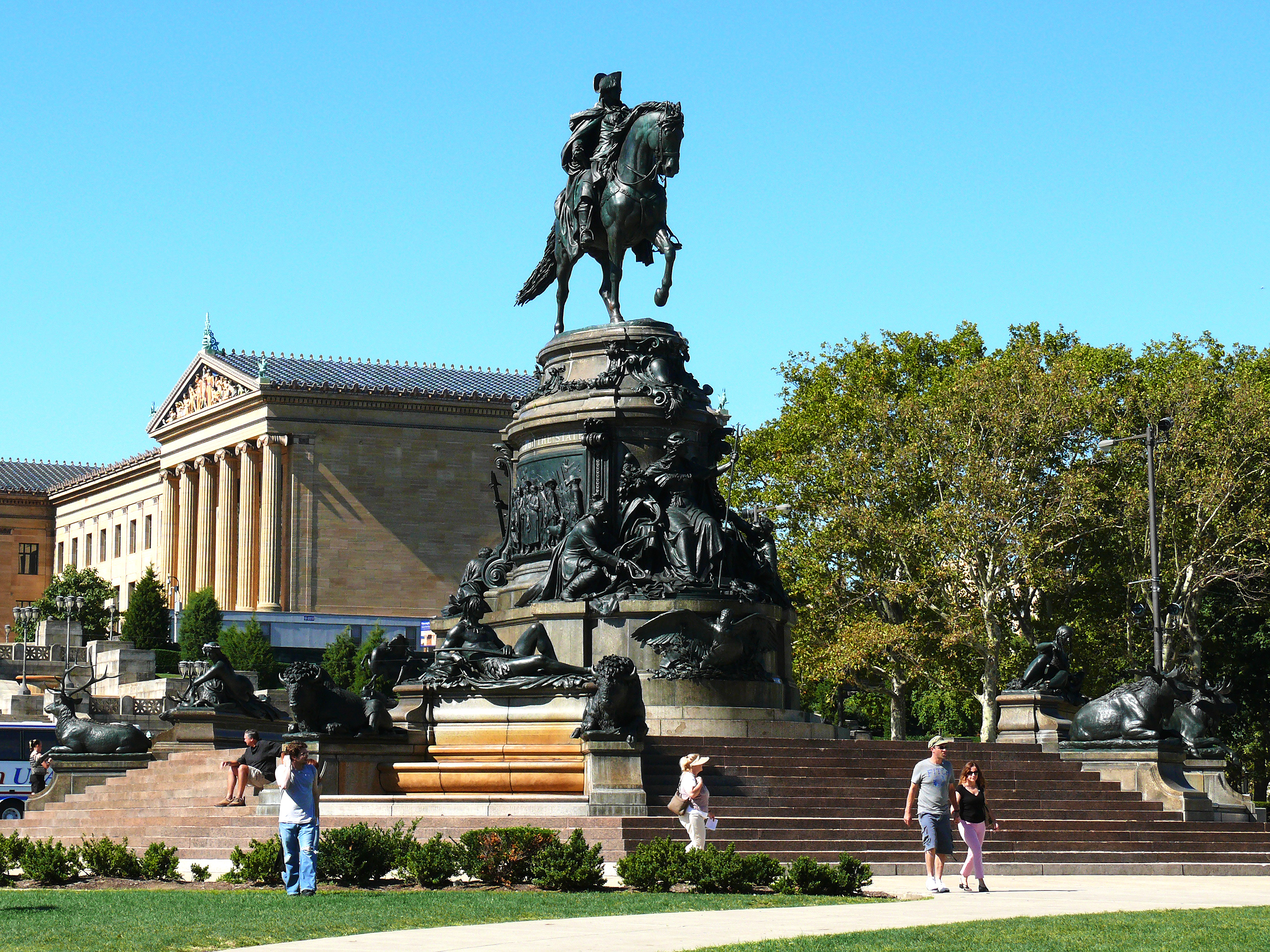
Das Washington Monument, 2007

Das Washington Monument ist ein monumentales Reiterstandbild in Philadelphia zu Ehren des ersten Präsidenten der Vereinigten Staaten von Amerika, George Washington. Geschaffen im Jahr 1897 durch den deutschen Bildhauer Rudolf Siemering, wurde das Denkmal am Eingang zum Fairmount Park aufgestellt und 1928 zum heutigen Standort am Eakins Oval, in unmittelbarer Nähe des Philadelphia Museum of Art versetzt.

## Geschichte

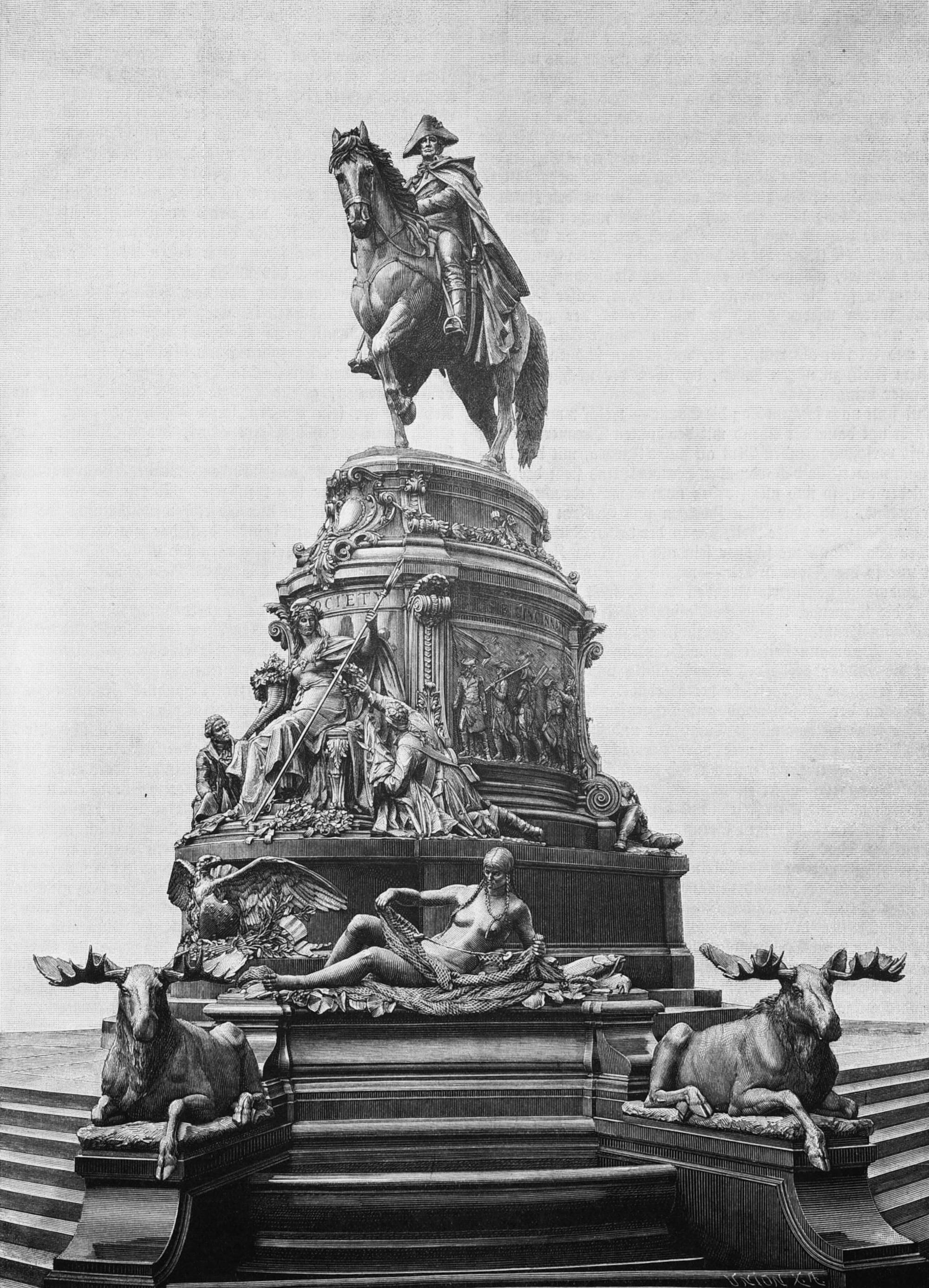
Das Reiterdenkmal im Jahr 1897

Vor dem Hintergrund, dass in Philadelphia am 4. Juli 1776 die Unabhängigkeitserklärung erlassen wurde und 1787 im Pennsylvania State House der Verfassungskonvent tagte, fielen die ersten Überlegungen zur Errichtung eines Denkmals zu Ehren Washingtons bereits ab 1824.
Rudolf Siemering, ein Künstler der Berliner Bildhauerschule, der bereits einige Denkmäler in Deutschland geschaffen hatte, wurde mit der Ausführung der Arbeit im Jahr 1881 betraut.
Siemering schuf ein Denkmal, das künstlerisch und stilistisch in einer Tradition mit dem Typus europäischer Reiterstandbilder und Nationaldenkmäler zu sehen war, die für gewöhnlich nur zu Ehren Adeliger, insbesondere Königen und Kaisern geschaffen wurden. Die künstlerische Ausführung des Denkmals lässt insbesondere in der Figur des Reiterstandbildes die Einflüsse seines Lehrmeisters Christian Daniel Rauch in Form einer realistischen Formensprache erkennen. So finden sich Parallelen zu Rauchs Hauptwerk, dem Reiterstandbild Friedrichs des Großen. Allerdings sind mitunter deutliche neobarocke Elemente zu erkennen, die dem Kunstgeschmack seiner Zeit entsprachen.
Zur realistischen und detailgetreuen Wiedergabe der Gesichtszüge von Washington hat Siemering sich an einer Lebendmaske des Präsidenten orientiert. Der Bildhauer hatte als Vorlage außerdem weitere Fotografien und Lithografien erhalten.
Das Denkmal wurde am 15. Mai 1897 in Anwesenheit des US-Präsidenten William McKinley enthüllt.
Nach einem Besuch im Atelier von Rudolf Siemering hatte Wilhelm II. die Tierfiguren des Washington-Denkmals gesehen und neue Abgüsse von diesen in Auftrag gegeben. 1901 wurden diese am Floraplatz im Berliner Tiergarten aufgestellt.

## Beschreibung

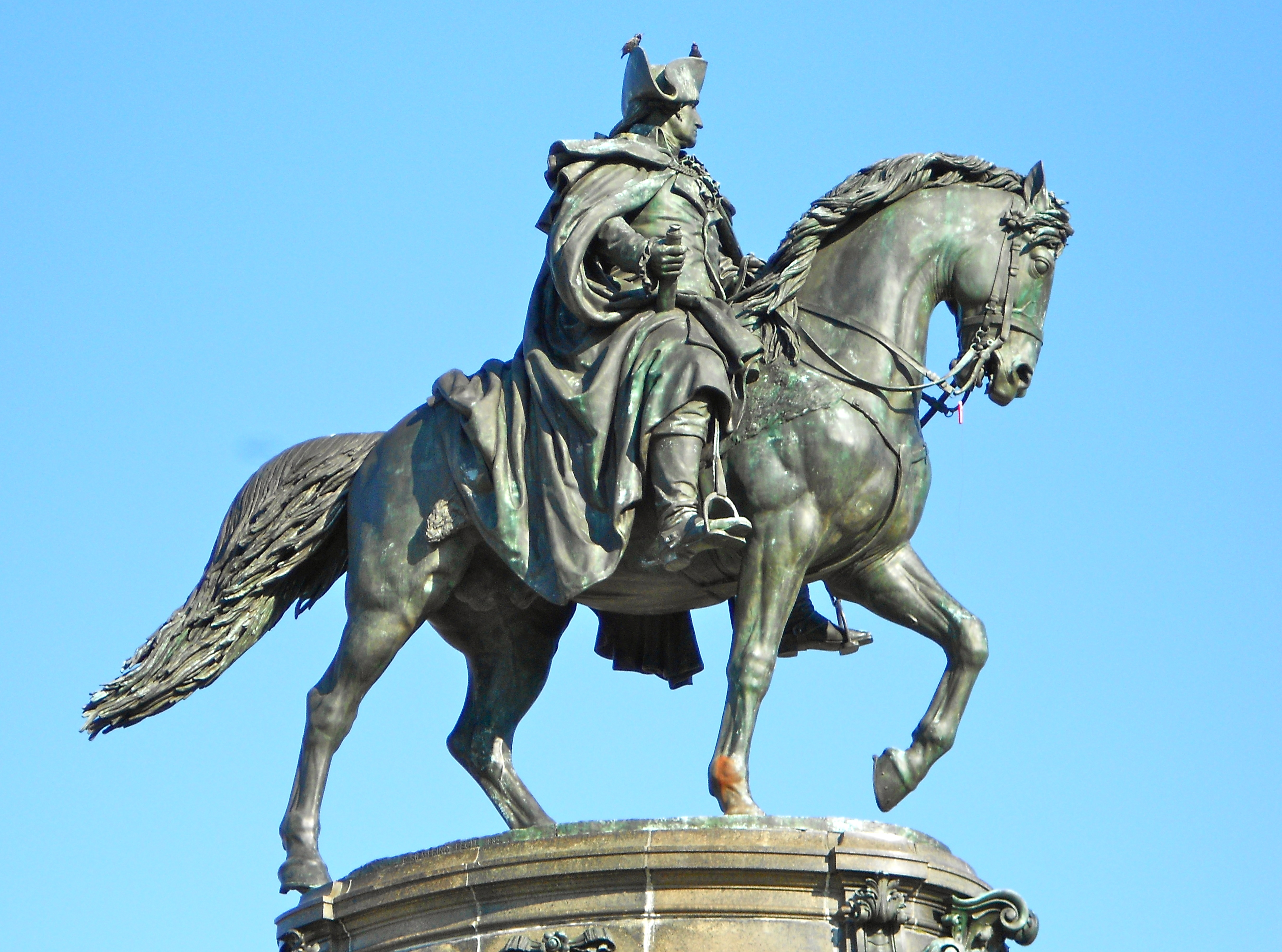
Detailaufnahme des Reiterdenkmals

Die Denkmalanlage besteht aus einer umlaufenden Treppenanlage aus schwedischem Granit und einem zentral erhöhten Sockel, auf dem sich das Reiterstandbild des Präsidenten erhebt.
Über dreizehn Stufen, die symbolisch für die dreizehn Urstaaten stehen, gelangt der Besucher auf ein erhöhtes Podest, auf dem sich der Piedestal aus Bronze erhebt. In der Treppenanlage finden sich acht Postamente, auf denen sich lebensgroße Tierfiguren der nordamerikanischen Fauna finden: zwei Wapiti-Hirsche, zwei Bisons, zwei Elche, und jeweils ein Bär und ein Stier.
Auf einer erhöhteren Ebene liegen vier überlebensgroße Allegorien, unter denen sich wiederum vier Springbrunnen befinden. Diese symbolisieren die vier großen Ströme der Vereinigten Staaten: den Delaware, Hudson, Mississippi und Potomac.
Der Piedestal ist beidseits mit jeweils einem Bronzerelief verziert. Diese nehmen Bezug auf den Unabhängigkeitskrieg. Vor dem Präsidenten sitzt eine weibliche Personifizierung Amerikas, die einen Dreizack und ein Füllhorn in ihren Händen hält. Zu ihren Füßen knien zwei uniformierte Figuren, die ihr einen Lorbeerkranz und die Urkunde der Unabhängigkeitserklärung reichen. Unter der Figurengruppe sitzt der amerikanische Adler mit ausgebreiteten Flügeln.
Auf dem Sockel steht das Reiterstandbild von George Washington, gekleidet in Uniform der Kontinentalarmee. In seiner rechten Hand hält er den Kommandostab und mit der linken die Zügel des Pferdes.